# Орлан-30
«Орлан-30» — російський комплекс розвідувальних безпілотних літальних апаратів, розроблений підприємством «Спеціальний технологічний центр» (рос. Специальный технологический центр). Призначений для розвідки, спостереження, наведення та коригування авіації та артилерії (у тому числі боєприпасів «Краснополь») на ціль, а також може виконувати роль літака-ретранслятора. Фактично, «Орлан-30» є модифікацією «Орлан-10». Застосовується у бойових діях та експлуатується збройними силами Росії.
Особливістю «Орлан-30» є інтеграція з САУ «Мста-СМ» (аналогічно до «Орлан-10»), що дозволяє відразу ж знищувати цілі, у тому числі РЛС.

## Опис

### Порівняння з «Орлан-10»
| Назва                         | Орлан-30                          | Орлан-10                          |
| ----------------------------- | --------------------------------- | --------------------------------- |
| зовнішній вигляд              |                                   |                                   |
| Розробник                     | «Спеціальний технологічний центр» | «Спеціальний технологічний центр» |
| Розмах крила, м               | н/д                               | 3,10                              |
| Довжина, м                    | н/д                               | 1,80                              |
| Тип двигуна                   | 1 ДВЗ                             | 1 ДВЗ                             |
| Максимальна швидкість, км/год | 170                               | н/д                               |
| Крейсерська швидкість, км/год | 150                               | 100-150                           |
| Практична дальність, км       | 300                               | 600                               |
| Тривалість польоту, год       | 5                                 | 10-18                             |
| Практична стеля, м            | 4500                              | 6000                              |
| Радіус дії, км                | 120                               | 50-120                            |

«Орлан-30» є удосконаленою версією безпілотника «Орлан-10», який прийнятий на озброєння у 2010 році. «Орлан-30» може нести апаратуру масою 6-8 кг за нормального завантаження (Орлан-10 обмежується 5 кг), і 12 кг — за максимального. З цим навантаженням безпілотник може виконувати польоти на висотах до 4 500 метрів і перебувати у повітрі до 6-8 годин. Радіус дії каналом зв'язку — близько 120 кілометрів, як і в «Орлана-10».

### Особливості
Особливості БПЛА «Орлан-30» охоплюють:
- коригування снарядів «Краснополь»[2]
- оперативна заміна корисного навантаження та складу бортового обладнання
- висока стійкість та хороша керованість
- використання у складних метеоумовах та з обмежених майданчиків
- розміщення широкого спектра контрольно-вимірювальної апаратури усередині консолей крила
- забезпечення відео- та фотозйомки у поєднанні з реєстрацією поточних параметрів (координати, висота, номер кадру тощо)
- наявність генератора на борту дозволяє використовувати активні навантаження протягом усього польоту
- одночасне керування до 4 БпЛА
- будь-який БпЛА може працювати як ретранслятор для інших.

## Корисне навантаження
Корисне навантаження БпЛА:

### Фотокамери планові
- Casio Exilim EX-Z8
- Casio Exilim Zoom EX-Z 1080
- Casio Exilim Zoom EX-Z 1200
- Сanon Ixus 990
- Canon EOS 500D
- Сanon EOS 50D
- Сanon EOS 5D

### Відеокамери
- Планові (Flir Photon 320, Flir Photon 640, BHV-558 EX)
- Курсові (Flir Photon 320, Flir Photon 640, BHV-558 EX)
- Поворотні (Flir Photon 320, Flir Photon 640)
- Гіростабілізовані (Controp D-STAMP, U-STAMP)

### Тепловізори
- Flir Photon 320
- Flir Photon 640

## Льотно-технічні характеристики
| Модифікація                   | Орлан-30 |
| Розмах крила, м               |          |
| Довжина, м                    |          |
| Висота, м                     |          |
| Маса, кг                      |          |
| порожнього                    |          |
| максимальна злітна            | 27       |
| Тип двигуна                   | 1 ДВЗ    |
| Потужність, к. с.             | 1 х      |
| Максимальна швидкість, км/год | 170      |
| Крейсерська швидкість, км/год | 150      |
| Практична дальність, км       | 300      |
| Тривалість польоту, год       | 5        |
| Практична стеля, м            | 4500     |

## Бойове застосування

### Сирія
Під час інтервенції Росії в Сирію повідомлялося про застосування «Орлан-30», який виконував коригування артилерії.

### Україна
Під час російського вторгнення в Україну українські військові захопили три, а також збили два «Орлан-30», у тому числі із застосуванням українського комплексу радіоелектронної боротьби «Нота»..
15 червня 2023 року, згідно з повідомленням командувача оперативно-стратегічного угруповання військ «Таврія» Олександра Тарнавського, українські захисники знищили три БпЛА «Zala», БпЛА «Орлан-10» та БпЛА «Орлан-30».